# Larry Stewart (basket-ball)
Pour les articles homonymes, voir Stewart et Larry Stewart.
Larry Stewart (né le 21 septembre 1968, à Philadelphie, Pennsylvanie) est un ancien joueur américain de basket-ball de NBA. Il mesure 2,03 m et évoluait au poste d'ailier.
Stewart évolue à l'université d'État Coppin, menant son équipe au tournoi final NCAA 1990, la première participation de l'histoire de l'école. Coppin State s'incline face à l'équipe de l'Orange de Syracuse 70-48 au premier tour. À sa sortie de l'université, il n'est pas drafté, mais signe un contrat en tant que free agent avec les Bullets de Washington en 1991. Sa dernière saison NBA a lieu en 1996-1997 avec les SuperSonics de Seattle. Il joue également en Grèce avec Panellinios.
Le 8 janvier 1994, à 4h30, Stewart est blessé lors d'une fusillade à son domicile de Baltimore County, Maryland. Quatre hommes auraient été impliqués, mais Stewart ne peut décrire ses agresseurs.
Son frère Stephen est entraîneur assistant de l'équipe de basket-ball de l'université du Delaware en 2006.